# بردگوری محمودآباد
بردگوری محمودآباد در شهرستان کوهرنگ، بخش بازفت، روستای محمودآباد واقع شده و این اثر در تاریخ ۲۴ فروردین ۱۳۸۲ با شمارهٔ ثبت ۸۲۰۷ به‌عنوان یکی از آثار ملی ایران به ثبت رسیده است.